# Eburia perezi
Eburia perezi es una especie de escarabajo longicornio del género Eburia, tribu Eburiini, familia Cerambycidae. Fue descrita científicamente por Chemsak & Giesbert en 1986.
Se distribuye por México.

## Descripción
La especie mide 13,3-24,2 milímetros de longitud. El período de vuelo ocurre en los meses de junio y julio.